# Kai: Tsukikomori
Kai: Tsukikomori (яп. 晦-つきこもり Кай Цукикомори, дословно — «последний день лунного месяца») — компьютерная игра в жанре визуальной новеллы и ужасов, разработанная Pandora Box и выпущенная Banpresto 1 марта 1996 года для консоли Super Famicom эксклюзивно для японского рынка.
Игра рассказывает об японской школьнице, которая отправляется в родовой дом, чтобы отметить седьмую годовщину со смерти бабушки. Там она встречается со своими родственниками, и ночью они собираются и рассказывают друг другу по очереди страшные истории.
Игра использует оцифрованные фотографии для спрайтов и фонов и является сиквелом Gakkou de atta Kowai Hanashi, но не смогла достичь такого же успеха, как предшественница.

## Сюжет
Главной героиней игры является Ёко Маэда (яп. 前田 葉子), которая вскоре должна стать ученицей первого курса старшей женской школы. На каникулах она отправляется в родовой дом отца, чтобы отметить седьмую годовщину со смерти бабушки. Помимо них приезжают и другие родственники Ёко: двоюродные братья — Ясуакэ Санада (яп. 真田 泰明), работающий телепродюсером, и Ёсио Маэда (яп. 前田 良夫), учащийся в 5-м классе школы; тёти — Масами Фудзимура (яп. 藤村 正美), работающая медсестрой, и Кадзуко Маэда (яп. 前田 和子), мать Ёсио; дядя — Тэцуо Ямадзаки (яп. 山崎 哲夫), путешественник, и старшая сестра — Юкари Судзуки (яп. 鈴木 由香里), фурита.
К вечеру, после поминок присутствующие разбились на группы, в которых обсуждали всё, что происходило за прошедшее время. Внезапно Ясуакэ сказал: «Говорят, если рассказывать страшные истории на седьмую годовщину смерти, покойный может воскреснуть». После этого они уходят в пустующую гостиную и начинают рассказывать друг другу страшные истории.

## Игровой процесс

Скриншот из игры

Игра является звуковой новеллой. Игрок слушает страшные истории, рассказываемые шестью персонажами один за другим. Каждый персонаж имеет свой жанр и стиль повествования и по-своему относится к главной героине: кто-то ей симпатизирует, кто-то нет. Места действия историй включают телестанции, больницы, леса и другие локации.
Порядок, кто за кем рассказывает, определяется игроком, при этом в зависимости от того, каким по счёту выступает персонаж, поднимаемая тема и история меняются. В ходе рассказа иногда предлагается выбор вариантов ответа, который влияет на дальнейший ход истории. Если игрок ответит неподходящим тоном или рассмешит рассказчика, то игра закончится.
Всего в игре 42 истории, при этом в зависимости от ответа игрока события в них могут развиваться по-разному. Таким образом, суммарно в игре более 200 сюжетных развилок. В игре даётся 5 слотов под сохранения, сохраняться можно после окончания рассказчиком истории.

## Разработка и наследие
Tsukikomori является сиквелом прошлой игры Pandora Box Gakkou de atta Kowai Hanashi, по сравнению с которой сеттинг Tsukikomori не ограничивается только школьной тематикой. Продюсером игры вновь стал Такия Иидзима. Спрайты персонажей и фоны являются оцифрованными реальными фотографиями. На момент выхода картридж с игрой продавался по цене 7800 иен.

### Наследие
Игра не достигла такой же популярности, как Gakkou de atta Kowai Hanashi. По мнению писателя-фрилансера Наохико Мисуно, это произошло как из-за менее захватывающих историй, так и из-за выхода в конце жизненного цикла Super Famicom.
Игра была доступна для закачки на картриджи Nintendo Power. 5 июня 2012 года игра появилась в японском разделе Virtual Console на Wii, а 7 сентября 2016 года — на Wii U.

## Отзывы
| Иноязычные издания | Иноязычные издания |
| Издание            | Оценка             |
| ------------------ | ------------------ |
| Famitsu            | 26/40              |

В журнале Weekly Famitsu один из обозревателей оценил игру на 5 баллов, остальные три — на 7. В основном, они отметили высокое качество графики, эффектное звуковое сопровождение, вариативность, большее разнообразие историй в сравнении с предыдущей игрой. Один из журналистов назвал сценарий игры «исключительно высокого качества», другой отметил сложность игры, когда из-за неправильных выборов приходится читать историю заново, ещё один написал, что в игре «всё как в книгах: если тема не твоя — не зацепит. Что печально, её не полистаешь перед покупкой, как реальную книгу».
На сайте レトロゲームFAN (с яп. — «Фанат ретроигр») написано, что по сравнению с Gakkou de atta Kowai Hanashi графика в игре гораздо лучше, выборов и скрытых приёмов больше, но при этом сценарий немного уступает. В конце обзора сказано: «если не сравнивать, то игра хорошая. Но предыдущая часть великая».

### Печатные источники
- Coming Soon (яп.) // Weekly Famitsu : Журнал. — 1996. — 8 3月 (第378数). — 第34 頁.
- New Game Cross Review (яп.) // Weekly Famitsu : Журнал. — 1996. — 8 3月 (第377数). — 第29—35 頁.
- Information of Banpresto's new game softwares (яп.) // Weekly Famitsu : Журнал. — 1996. — 22 3月 (第379数). — 第3 頁.